# Eremochelis plicatus
Espèce
Synonymes
- Therobates plicatus Muma, 1962

Eremochelis plicatus est une espèce de solifuges de la famille des Eremobatidae.

## Distribution
Cette espèce est endémique du Nevada aux États-Unis,.

## Description
Les mâles mesurent de 18,0 à 19,0 mm et les femelles de 21,5 à 22,0 mm.

## Publication originale
- Muma, 1962 : The arachnid order Solpugida in the United States, Supplement 1. American Museum Novitates, no 2092, p. 1-44 (texte intégral).